# Andrzej Mrozek
Andrzej Zbigniew Mrozek (ur. 8 czerwca 1940 w Tarnopolu, zm. 3 kwietnia 2020 w Warszawie) – polski aktor teatralny i filmowy.

## Życiorys
W 1962 ukończył studia na Wydziale Aktorskim PWSTiF w Łodzi. Występował w teatrach: Ziemi Lubuskiej w Zielonej Górze (1962–63), Teatrach Dramatycznych we Wrocławiu (1963–69), Współczesnym im. Edmunda Wiercińskiego we Wrocławiu (1982–85 i 1986–87) i im. Stefana Jaracza w Łodzi (1985–86). Przez ponad 30 lat (w latach 1969–82 i 1987–2007) był związany z wrocławskim Teatrem Polskim, gdzie grał u najlepszych reżyserów, m.in.: Jakuba Rotbauma, Krystyny Skuszanki, Jerzego Krasowskiego, Henryka Tomaszewskiego, Jerzego Grzegorzewskiego, Krystiana Lupy, Andrzeja Wajdy, Jana Szurmieja, Pawła Miśkiewicza i Moniki Strzępki.
W 1974 otrzymał nagrodę Wrocławskiego Towarzystwa Przyjaciół Teatru.
Pochowany na Cmentarzu Osobowickim we Wrocławiu (kwatera 80 K8 – 23 – Blok 8).

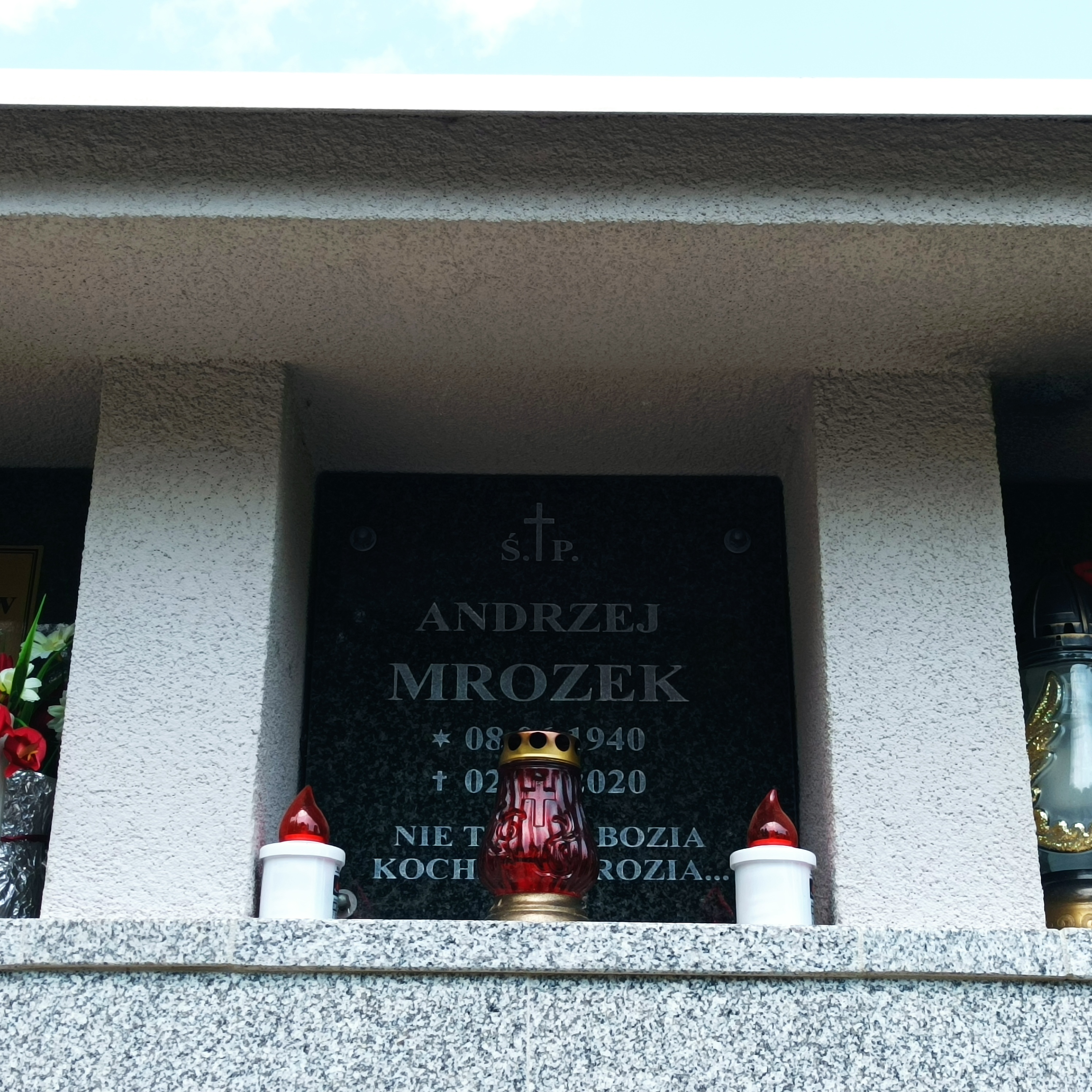
Grób Andrzeja Mrozka na Cmentarzu Osobowickim we Wrocławiu

## Filmografia
- 1961: Zuzanna i chłopcy – uczestnik Jazz Campingu
- 1963: Ubranie prawie nowe – Roguszczak
- 1964: Giuseppe w Warszawie – żołnierz podziemia; niewymieniony w czołówce
- 1965: Błękitny pokój – porucznik Simon
- 1965: Zawsze w niedzielę – „wrażliwy” zawodnik (niedziela 2)
- 1966: Bumerang – Tadeusz Mularczyk, narzeczony Wandy
- 1966: Cała naprzód – oficer na statku (opowieść 3)
- 1967: Fatalista – oficer
- 1967: Sami swoi – Saszka, żołnierz radziecki
- 1970: Legenda – partyzant
- 1970: Martwa fala – marynarz
- 1971: Motodrama – inżynier w klubie automobilowym
- 1971: Trąd – członek gangu Matusiaka
- 1974: Godzina za godziną – pracownik we Wrocławiu
- 1974: To ja zabiłem – kolega Morawskiego
- 1979: Janek – nauczyciel
- 1979: Wiśnie – sprzedawca
- 1980: Ukryty w słońcu – Majski
- 1981: Amnestia – milicjant legitymujący Ryszarda
- 1981: Kobieta samotna – ksiądz
- 1981: On, ona, oni – sędzia (nowela Oni)
- 1981: Wierne blizny – sędzia na procesie Madejskiego
- 1981: Wolny strzelec – towarzysz
- 1982: Hotel Polanów i jego goście – fryzjer Hromadko
- 1982: Popielec – policjant Radała (odc. 1-3, 6)
- 1983: Dzień kolibra – instruktor LOK-u
- 1983: Synteza – poeta Fung
- 1984: Jak się pozbyć czarnego kota – kelner
- 1984: Trzy stopy nad ziemią – major
- 1985: Dom Sary – lekarz
- 1985: Lubię nietoperze – pacjent w klinice Junga
- 1985: Ognisty anioł – wędrowiec
- 1985: Przyłbice i kaptury – hrabia Baldwin von Helwenstein (odc. 5)
- 1985: Sezon na bażanty – uchodźca Czesio
- 1986: Na kłopoty… Bednarski – dziennikarz (odc. 2-3, 5-6)
- 1986: Ostatni dzwonek – dyrektor izby wytrzeźwień
- 1986: Rykowisko – leśniczy
- 1987: Ucieczka z miejsc ukochanych – Franciszek Lipkowski (odc. 4-6)
- 1988: Alchemik – brat Albert
- 1988: Alchemik Sendivius – brat Albert (serial)
- 1988: Crimen – Froim (odc. 3)
- 1988: Pogranicze w ogniu – Karl Anlich, współpracownik Abwehry (odc. 5)
- 1988: Powrót do Polski – strażak
- 1988: Prywatne niebo – malarz Habar
- 1989: Chce mi się wyć – kapitan Jaworski z SB
- 1989: Czarny wąwóz – adiutant pruskiego następcy tronu
- 1989: Konsul – Stefan, pracownik wojewody
- 1989: Marcowe migdały − Haneman, dyrektor fabryki
- 1989: Szklany dom – Czesław, dziennikarz w redakcji
- 1989: Wiatraki z Ranley – major Cwynar, lekarz dywizjonu
- 1997: Wojenna narzeczona – kasjer (odc. 4)
- 1998: Dom Pirków – lekarz
- 1998–1999: Życie jak poker – dr Adam Kownacki
- 2003: Świat według Kiepskich – Popkorn; emeryt (odc. 148, 154)

## Odznaczenia
- Złoty Krzyż Zasługi (5 lipca 2004)[3],
- Srebrny Medal „Zasłużony Kulturze Gloria Artis” (16 grudnia 2010)[4][5].